# جتسون پما
جتسون پما (دزونگخا: རྗེ་བཙུན་པདྨ་؛ زادهٔ ۴ ژوئن ۱۹۹۰) ملکه همسر پادشاه کشور بوتان، جیگمی خسار نامگیال وانگچوک است. وی متولد پایتخت بوتان، تیمفو است.